# اندی گدارد
اندی گُدارد (انگلیسی: Andy Goddard؛ زادهٔ ۱۹۶۸) کارگردان تلویزیونی، و فیلم‌نامه‌نویس اهل بریتانیا است. وی از سال ۱۹۹۷ میلادی تاکنون مشغول فعالیت بوده‌است.
از فیلم‌ها یا مجموعه‌های تلویزیونی که وی در آن‌ها نقش داشته‌است، می‌توان به دانتون ابی اشاره نمود.